# De Pinna
De Pinna was een Amerikaans luxe modewarenhuis voor mannen en vrouwen uit New York. 

## Geschiedenis
Het bedrijf werd opgericht in New York in 1885 door Alfred De Pinna (1831 - 1915), een Sefardische Jood geboren in Engeland. Naast herenkleding verkochten ze dameskleding die geïnspireerd was op de herenkleding. Het assortiment bestond uit heren- en dameskleding, schoenen, accessoires en cosmetica. De vlaggenschipwinkel bevond zich op 642-50 Fifth Avenue en 52nd Street. Alfred De Pinna ging in 1912 met pensioen en droeg de leiding over aan zijn zoon, Leo S. De Pinna, die de winkel tot aan zijn pensionering in 1939 runde. In 1950 werd De Pinna gekocht door Julius Garfinckel & Co. uit Washington D.C. Er waren filialen in Eastchester, New York en in het Sunrise Center in Fort Lauderdale (Florida). In 1969 sloot het retailconglomeraat Garfinckel, Brooks Brothers, Miller & Rhoads, Inc. de verlieslatende De Pinna-keten. 